# Spatuloricaria phelpsi
Spatuloricaria phelpsi är en fiskart som beskrevs av Schultz, 1944. Spatuloricaria phelpsi ingår i släktet Spatuloricaria och familjen Loricariidae. Inga underarter finns listade i Catalogue of Life.